# Lago Biwa

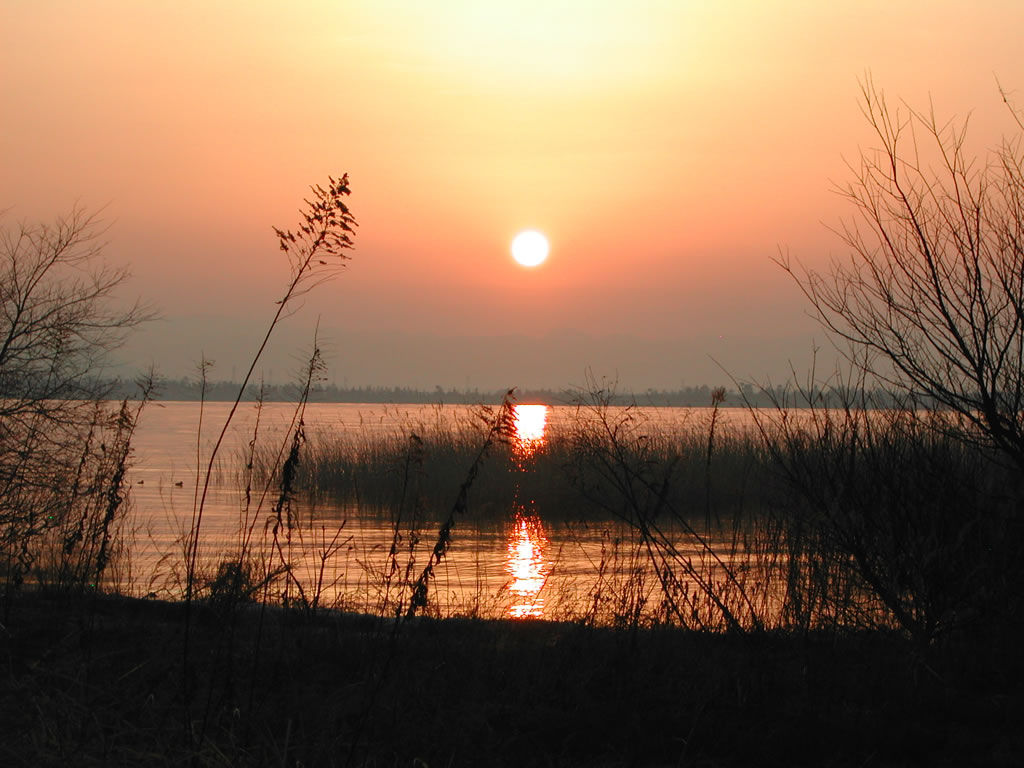
Atardecer en el lago Biwa

El lago Biwa (琵琶湖 Biwa-ko?) es el lago más extenso de Japón. Ocupa un área de 670 km², siendo también el más antiguo del país. Está ubicado en el centro-oeste de la isla de Honshu, en la prefectura de Shiga, al noreste de Kioto, la antigua capital. Conocido antiguamente como lago Ōmi ( 淡海 (Ōmi?), el lago Biwa aparece con frecuencia en la literatura japonesa, debido a su proximidad a la antigua capital (Kyōto). Las ciudades y localidades costeras más destacadas se encuentran principalmente en las riberas sur y este: Hikone, Ōtsu, Ōmi-hachiman, Nagahama, en la costa oeste se ubican las ciudades de Adogawa y Shiwa.

## Etimología
El nombre Biwako se estableció durante el período Edo. Existen varias teorías sobre el origen del nombre Biwako, aunque generalmente se cree que deriva del parecido de su forma al instrumento de cuerda llamado biwa. Kōsō, un monje de Enryaku-ji del siglo XIV, dio una pista del origen de Biwako en su obra: El lago es la tierra pura de la diosa Benzaiten porque vive en la isla Chikubu y la forma del lago es similar a la biwa, su instrumento favorito.
Antiguamente era conocido como Aumi (淡海, el mar de agua fresca) o Chikatsu Awa-umi (el mar de agua fresca cercano [a la capital]). La pronunciación de esta palabra derivó a Ōmi, dando lugar a la antigua provincia de Ōmi. En literatura a veces se le nombra como Nio no Umi (鳰の海, pequeño lago del somormujo).

## Geografía
El lago recibe más de 400 pequeños afluentes (arroyos y arroyuelos) que proceden en gran parte de la pequeña cordillera que lo bordea al este —los Montes Suzuka—; y vierte principalmente sus aguas por los ríos Seta y Yodo que le sirven de desaguadero.
En este lago se pueden distinguir dos sectores bien diferenciados: su parte sur, que es mucho menor que la norte, es somera (poco profunda) y actualmente en ella abundan por eutrofización (debido a los vertidos humanos desde las ciudades vecinas a esa zona)  las algas; mientras que su parte norte es profunda ya que en ciertos puntos supera los 100 m de profundidad.
En el año 2011 el lago Biwa provee agua potable para aproximadamente 15 millones de seres humanos residentes en su área de influencia. Sus aguas son además ricas en pesca (por ejemplo varias especies de truchas) así como para el cultivo de perlas.
El "pelo de agua" o la superficie de este lago se eleva más de tres metros en primavera debido al derretimiento de la nieve y a las lluvias.
Su principal emisario es el río Seta seguido por el río Yodo que desemboca en el océano Pacífico en las proximidades de la bahía de Osaka.

## Arqueología
El yacimiento de Awazu, un conchero sumergido, es una zona arqueológica ubicada en el período Jomon, más específicamente del comienzo, en torno al 9300 a. C. Se encuentra cerca del extremo sur del lago Biwa, cerca de Ōtsu, a una profundidad de entre dos y tres metros del suelo.
El yacimiento muestra la consumición de plantas y animales de las que se alimentaban en el período Jomon. También es prueba de la alta consumición de frutos secos en esta época.
Awazu Midden 3 está datado del período medio Jomon (3520–2470 a. C). Se descubrieron una gran cantidad de la planta aesculus, que representaría un 40% de su dieta. Esto indica que, en este período tardío, se creó una sofisticada tecnología para eliminar el dañino ácido tánico y hacerla comestible.

## Historia natural del lago
El lago Biwa es considerado el tercero más antiguo existente en el planeta Tierra (después del lago Baikal y del Tanganica), existiendo desde hace 4 millones de años. Tal lapso de tiempo ha permitido que se formaran y desarrollaran particulares ecosistemas. Los naturalistas han documentado alrededor de 1100 especies de seres vivos, de las cuales 58 son endémicas, habiendo muchas especies alóctonas introducidas por el ser humano durante el siglo XX. Entre las especies endémicas se destacan tres especies de bagre llamadas en Japón daimasu o damasu —es decir llevan el mismo nombre de un mítico monstruo del folclore japonés—; el daimasu gigante de este lago forma parte de la familia de los siluros.
Debido a la biodiversidad del lago Biwa, hay varias leyes medioambientales sobre el lago, y también fue designado el 10 de junio de 1993 como un humedal de importancia internacional bajo el Convenio de Ramsar (n.º 617).

## Enlaces externos

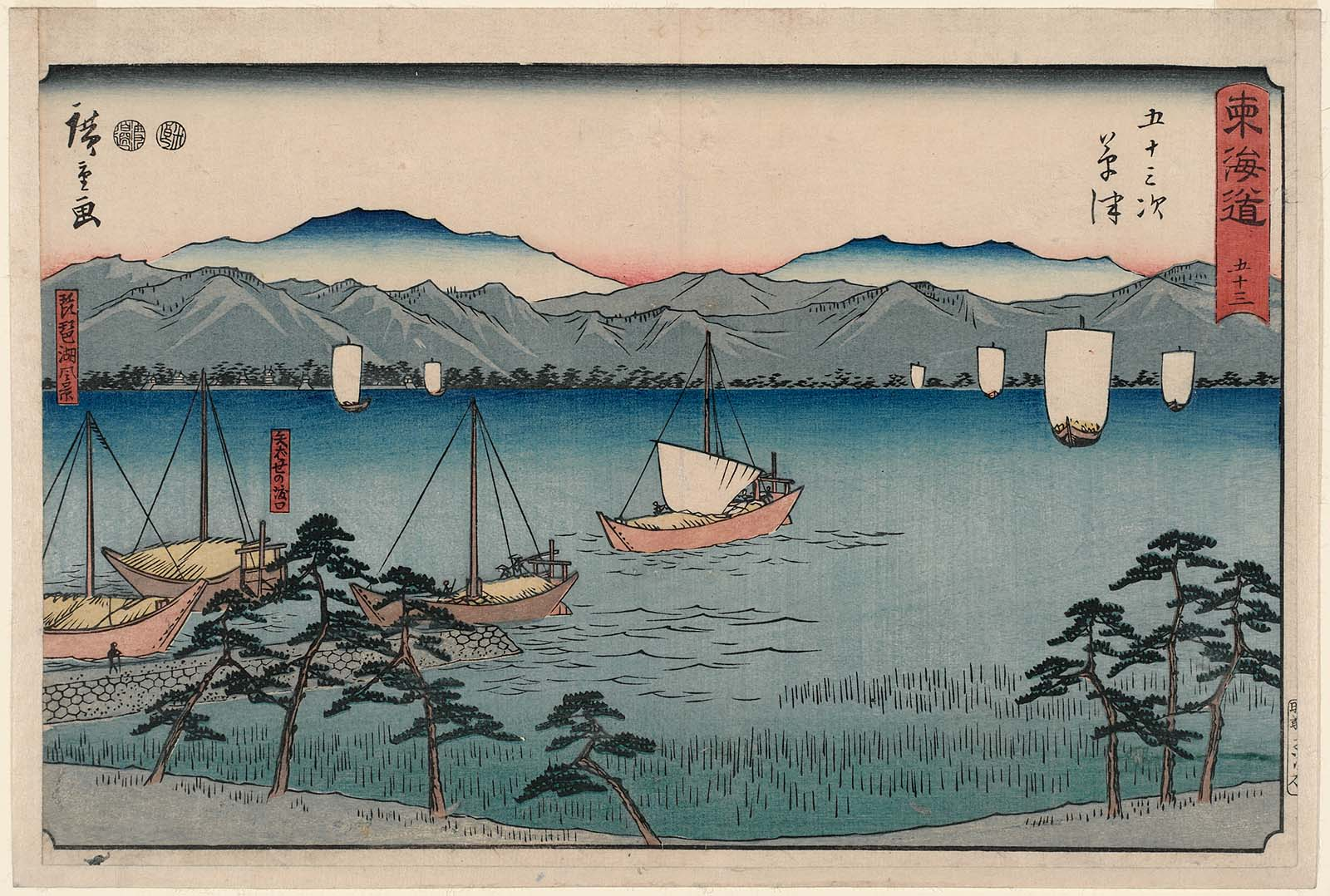
Hiroshige